# Phare de Ketilfes
Le phare de Ketilfes est un phare situé sur une île à 2 km au large de Djúpivogur dans la région d'Austurland.